# Horridoh Lützow!
Horridoh Lützow! ist ein Roman des deutschen Schriftstellers Rudolf Herzog von 1932. Der Autor porträtiert das Leben und militärische Wirken des preußischen Offiziers Ludwig Adolf Wilhelm von Lützow, beginnend mit dem 13. Oktober 1806, dem Vorabend der Schlacht von Jena und Auerstedt, bis zum Tode Lützows am 6. Dezember 1834 in Berlin, fügt dabei die Romanhandlung nahtlos, aber nicht immer ganz korrekt, in die geschichtlichen Begebenheiten um Lützow und sein berühmtes Freikorps, die „Schwarzen Jäger“, ein.

## Handlung
Detailliert schildert der Roman den Weg Lützows als Leutnant in der Schlacht bei Jena und Auerstedt, die mit einer verheerenden Niederlage der Preußen endet und den verwundeten Lützow zwingt, sich mit den zerschlagenen Kampfverbänden in die Festung Magdeburg zu retten. Hier trifft er den schwer verwundeten Schill wieder und muss erfahren, dass sich Berlin dem französischen Kaiser kampflos ergeben hat.
Nachdem Schill das belagerte Magdeburg in Richtung der Festung Kolberg heimlich verlassen hatte, muss Lützow am 10. November 1806 miterleben, wie sich die Festung Magdeburg mit 22.000 Mann und 600 Kanonen kampflos dem französischen General Ney ergibt.
Über Lüneburg gelangt der abgedankte Lützow nach Hamburg, das seinerseits von den Franzosen angegriffen wird und so ist Lützow gezwungen, mit einem Schiff über Kopenhagen nach Kolberg zu fliehen, wo er Nettelbeck begegnet.
In Kolberg schließlich stellt Lützow ein Freikorps für Schill zusammen, der auf königliche Order zum Rittmeister ernannt und mit der Führung des Freikorps beauftragt wird, Lützow befehligt anschließend die Dragoner.
Pferde, Ausrüstung und Nahrung muss sich das Freikorps vom Feind beschaffen. Bei Stepenitz kommt es zu einem ersten tollkühnen Gefecht, in dem sich 31 mit Frankreich verbündete Badener ganzen vier Schillschen Jägern ergeben. Und auch gegen 500 auf die Insel Wollin anrückende Italiener bleibt das Häuflein siegreich.
Die Gefangennahme des französischen Generals Victor durch einen Handstreich des Freikorps ermöglicht es dem preußischen Hauptquartier in Danzig, den in französischem Gewahrsam befindlichen General Blücher auszutauschen.
Als eine preußische Festung nach der anderen sich dem französischen Kaiser ergibt und die preußische Königsfamilie von Königsberg aus bis ins äußerste Ostpreußen nach Memel fliehen muss, wird es auch für Lützow und das Schillsche Freikorps immer schwerer, die Stellungen um Kolberg zu halten. Ein tollkühner Angriff gegen Naugard wird verraten und scheitert, Lützow wird durch eine Kugel am Bein verletzt und erholt sich langsam in Kolberg. Erleichtert vernimmt Lützow die Kunde, dass der unfähige Festungskommandant Lucadou durch den Major Gneisenau ersetzt wird, dem der treue Nettelbeck zur Seite tritt.
Nach einem heftigen Artillerieangriff auf Kolberg, bei dem die Stadt sturmreif geschossen wird, folgt am Morgen des 2. Juli 1807 überraschend der Waffenstillstand - Kolberg ist gerettet!
Nach dem Frieden von Tilsit verlassen Schill und Lützow Kolberg, das Freikorps wird Januar 1808 in das Zweite Brandenburgische Husaren-Regiment eingegliedert. Auf ärztlichen Rat nimmt Lützow seinen Abschied und kuriert seine Verletzungen im Lazarett aus.
Bereits im Frühjahr 1809 kommt es zu ersten Unruhen und kleineren Aufständen gegen die napoleonische Fremdherrschaft, Schill und Lützow verlassen, wieder vereint, am 20. April 1809 mit ihrem Husarenregiment Berlin. Am 1. Mai erreichen sie Wittenberg und setzen über die Elbe, wollen Oberst Dörnberg zu Hilfe kommen, der in Kurhessen eine Bauernerhebung vorbereitet.
Am 4. Mai 1809 erreicht Schill die Nachricht, dass Dörnbergs Vorhaben gescheitert ist, auch die mit Napoleon verbündeten Bayern schlagen die Österreicher unter Erzherzog Karl vor Regensburg, so dass dieser nach Böhmen flüchten muss. Der Tiefpunkt ist erreicht, als der Gouverneur von Berlin Schill auffordert, nach Berlin zurückzukehren und sich einem Kriegsgericht zu stellen.
Unter hohen eigenen Verlusten besiegt das Freikorps eine aus Magdeburg ausfallende Mannschaft, Lützow wird durch einen Schuss in die Brust schwer verwundet.
Er weilt in der Folgezeit in Bad Nenndorf, um sich von seiner Verwundung zu erholen. Hier lernt er die junge Elisa von Ahlefeldt-Laurwig kennen. In Bad Nenndorf erfährt Lützow auch vom dramatischen Tod seines Freundes Schill, der bei der Verteidigung Stralsunds gefallen war, und dass dessen Kopf, auf den König Jerome von Westfalen 10.000 Franken ausgesetzt hatte, abgeschnitten wurde.
Beim Kriegsgerichtsverfahren unter Vorsitz Blüchers gegen Schills Truppen wird Lützow als Ausländer behandelt und unterliegt damit nicht preußischer Gerichtsbarkeit. Am 16. September 1809 werden elf Offiziere des Schillschen Freikorps auf Befehl Napoleons zum Tode verurteilt und in Wesel erschossen. 600 Soldaten und Unteroffiziere Schills werden auf französische Galeeren verschleppt.
Am 20. März 1810 heiratet Lützow seine geliebte Elisa von Ahlefeldt-Laurwig auf Schloss Tranekær auf Langeland. Anschließend kehrt das junge Ehepaar nach Berlin zurück. Das preußische Königshaus verlegt seine Hofhaltung von Königsberg nach Berlin zurück, am 19. Juli 1810 stirbt die Königin.
Napoleon formiert seine Grande Armée aus aller Herren Ländern, auch Preußen muss ihm die Hälfte seiner ihm nach dem Tilsiter Frieden zugestandenen Truppen unter General Yorck gemäß dem Bundesvertrag vom 24. Februar 1812 als Hilfskorps unterstellen.